# Jorma Rissanen
Jorma Rissanen, né le 20 octobre 1932 à Pielisjärvi (désormais Lieksa) en Finlande, est un informaticien et chercheur finlandais.
Il est connu pour avoir inventé le codage arithmétique et la longueur de description minimale qui sont utilisés en compression de données. Il a inspiré le développement de la notion mathématique de chaîne stochastique à mémoire de longueur variable.

## Distinction reçues
- En 1993, Jorma Rissanen reçoit la médaille Richard-Hamming décernée par l'IEEE pour ses contributions à la théorie de l'information[1]
- En 2006, Jorma Rissanen reçoit la médaille Kolmogorov pour son travail sur la modélisation de données[2]
- En 2009, Jorma Rissanen reçoit le prix Claude-Shannon pour son travail sur la théorie de l'information[3]